# Liên đại Thái cổ
Liên đại Thái Cổ (Archean,  /ɑːrˈkiːən/, Archaean, Archaeozoic, Archeozoic) là một liên đại địa chất diễn ra trước liên đại Nguyên Sinh (Proterozoic), kết thúc vào khoảng 2.500 triệu năm trước (Ma). Thay vì dựa trên các địa tầng, con số này được xác định dựa vào các phương pháp của địa tầng học thời gian (địa thời học). Ranh giới dưới của liên đại này vẫn chưa được Ủy ban quốc tế về địa tầng học (ICS) công nhận chính thức, nhưng thông thường nó được gán cho giá trị 4.031 Mya khi kết thúc liên đại Hỏa Thành.

## Trái Đất thời Thái Cổ
Vào đầu thời kỳ Thái Cổ, luồng nhiệt của Trái Đất gần như đã cao gấp 3 lần so với ngày nay, và vào khoảng cỡ 2 lần cao hơn so với mức bức xạ nhiệt ở đầu liên đại Nguyên Sinh. Lượng nhiệt dư thừa này có thể là tàn dư từ sự lớn dần lên của hành tinh, một phần là nhiệt của sự hình thành của phần lõi sắt, và rất có thể một phần là do nhiệt sinh ra từ các hạt nhân có chu kỳ bán rã ngắn như urani-235.
Phần lớn các loại đá thời Thái Cổ nếu tồn tại đều là các loại đá lửa biến chất, phần lớn trong đó là đá xâm nhập. Hoạt động núi lửa là tương đối tích cực hơn ngày nay, với hàng loạt các điểm nóng và thung lũng do rạn nứt, với sự phun trào của các dung nham bất thường như komatiit. Các loại đá lửa xâm nhập như các vỉa nóng chảy lớn và các khối đá sâu đồ sộ chứa granit, diorit, các xâm nhập thành lớp dạng siêu mafic tới mafic, anorthosit và monzonit được biết đến như là sanukitoid thống lĩnh trong suốt các tàn dư vùng im lìm kết tinh của lớp vỏ Trái Đất thời Thái Cổ mà còn tồn tại tới ngày nay.
Trái Đất thời kỳ đầu Thái Cổ có thể có kiểu kiến tạo khác biệt. Một số nhà khoa học cho rằng do Trái Đất là nóng hơn, và hoạt động kiến tạo địa tầng là mãnh liệt hơn so với ngày nay, nên kết quả là có một tốc độ tái sinh các vật liệu lớp vỏ lớn hơn. Điều này có thể ngăn cản quá trình tạo vùng im lìm và sự hình thành của các châu lục cho tới khi lớp phủ nguội đi và sự đối lưu bị chậm lại. Các nhà khoa học khác lại cho rằng lớp phủ thạch quyển tiểu lục địa là quá nổi để có thể ẩn chìm và sự thiếu vắng của các loại đá thời Thái Cổ là do tác động xói mòn của các sự kiện kiến tạo tiếp theo sau đó. Câu hỏi về có hay không có hoạt động kiến tạo địa tầng nào đã tồn tại trong thời Thái Cổ là lĩnh vực hoạt động tích cực của các nghiên cứu địa chất học hiện đại.
Đã không tồn tại các châu lục lớn cho tới tận cuối thời kỳ Thái Cổ; các tiền-châu lục nhỏ là quy phạm chung, chúng bị ngăn chặn không cho kết hợp thành các khối lớn hơn do tốc độ cao của hoạt động địa chất. Các tiền lục địa giàu fenzit này có lẽ đã được tạo ra tại các điểm nóng hơn là tại các khu vực ẩn chìm, từ các nguồn đa dạng như: sự phân hóa do lửa của các loại đá mafic để tạo thành các loại đá trung gian và đá fenzit, macma mafic dễ nóng chảy hơn đá fenzit và thúc đẩy quá trình granit hóa các loại đá trung gian, nóng chảy một phần của đá mafic, cũng như từ sự thay đổi biến chất của đá fenzit trầm tích. Các mảng lục địa như thế có thể không được bảo tồn nếu chúng không đủ nổi hay đủ may mắn để tránh các đới ẩn chìm mạnh mẽ.
Một diễn giải khác cho sự thiếu vắng chung các loại đá thời kỳ đầu Thái Cổ (trên 3.800 Ma) là khối lượng các mảnh vụn ngoài hệ Mặt Trời đã hiện diện bên trong hệ Mặt Trời khi đó. Thậm chí ngay sau khi hình thành hành tinh thì một lượng lớn các tiểu hành tinh và thiên thạch vẫn còn tồn tại, và chúng bắn phá Trái Đất thời kỳ đầu cho tới khoảng 3.800 Ma. Sự bắn chặn cụ thể của các vật thể va chạm lớn được biết đến như là sự bắn phá mạnh muộn cố thể đã ngăn chặn bất kỳ mảng vỏ lớn nào không cho chúng hình thành bằng cách làm tan vỡ các tiền lục địa ban đầu theo đúng nghĩa đen của cụm từ này.

### Môi trường
Khí quyển thời Thái Cổ dường như không có oxy tự do. Nhiệt độ dường như đã ở gần mức như ngày nay trong khoảng 500 Ma của sự hình thành Trái Đất, với nước ở dạng lỏng đã tồn tại, do sự tồn tại của các loại đá trầm tích trong các loại đá gơnai bị biến dạng cao. Các nhà thiên văn học cho rằng Mặt Trời khi đó đã tối hơn khoảng 33%, và điều này có thể đã góp phần hạ thấp nhiệt độ tổng thể của Trái Đất hơn so với dự kiến. Đây là suy nghĩ để phản ánh các lượng lớn hơn của các khí nhà kính so với các giai đoạn muộn hơn trong lịch sử Trái Đất.
Vào cuối thời kỳ Thái Cổ, khoảng 2.600 Ma, hoạt động kiến tạo địa tầng có thể đã gần giống như ngày nay. Các lòng chảo trầm tích được bảo tồn khá tốt và chứng cứ của các vòng cung núi lửa, các vết nứt nội châu lục, các va chạm lục địa-lục địa và các sự kiến kiến tạo sơn trải rộng toàn cầu đã cho thấy sự gắn kết và phá hủy của một và có lẽ là của vài siêu lục địa. Nước dạng lỏng là phổ biến, và các lòng chảo đại dương sâu được biết là đã tồn tại do sự hiện diện của các lớp thành hệ sắt dải, đá phiến silic, các trầm tích hóa học và các lớp đệm bazan.

## Địa chất
Mặc dù chỉ có ít các hạt khoáng chất là cổ hơn, nhưng các tạo thành đá cổ nhất bị phơi ra bề mặt Trái Đất là thuộc thời Thái Cổ hoặc cổ hơn một chút. Các loại đá thời Thái Cổ được biết đến từ Greenland, khiên Canada, miền tây Australia và miền nam châu Phi. Mặc dù các lục địa đầu tiên đã hình thành trong liên đại này, nhưng đá của thời kỳ này chỉ chiếm 7% tổng số các vùng im lìm hiện nay của thế giới; thậm chí kể cả khi cho rằng xói mòn và phá hủy các kiến tạo của quá khứ thì các chứng cứ cho thấy cũng chỉ khoảng 5-40% của lớp vỏ hiện nay của các châu lục đã hình thành trong liên đại Thái Cổ.
Trái với liên đại Nguyên Sinh, các loại đá thời Thái Cổ thông thường là các trầm tích biển sâu biến chất mạnh, chẳng hạn như sa thạch xám (graywacke), đá bùn, các trầm tích núi lửa và các tạo thành sắt theo dải. Các dải đá lục là các hình thành điển hình của liên đại Thái Cổ, bao gồm các loại đá biến chất cấp thấp và cao luân phiên. Các loại đá biến chất cấp cao có nguồn gốc từ các vòng cung đảo núi lửa, trong khi các loại đá biến chất cấp thấp có mặt trong các trầm tích biển sâu bị xói mòn từ các vòng cung đảo cận kề và trầm lắng xuống lòng chảo tiền vòng cung núi lửa. Các dải đá lục là hiện thân của các tiền lục địa đã ráp nối.

## Sự sống
Các hóa thạch của các tấm nệm vi khuẩn lam (stromatolit) được tìm thấy trong suốt liên đại Thái Cổ—đặc biệt phổ biến vào cuối liên đại—trong khi chỉ có rất ít các hóa thạch có lẽ của vi khuẩn được thấy tại các tầng đá phiến silic. Ngoài các loài thuộc giới vi khuẩn (Bacteria), các vi hóa thạch của giới vi khuẩn cổ (Archaea) cũng đã được nhận dạng.
Sự sống có lẽ đã hiện diện trong suốt liên đại Thái Cổ, nhưng có lẽ chỉ hạn chế trong các dạng sinh vật đơn bào không nhân, gọi là sinh vật nhân sơ (Prokaryota hay trước đây là Monera); do không thấy có bất kỳ hóa thạch nào của sinh vật nhân chuẩn (Eukaryota), mặc dù chúng có thể đã tiến hóa trong liên đại này và đơn giản là không để lại hóa thạch. Tuy nhiên, cũng không có chứng cứ hóa thạch cho sự tồn tại các sinh vật siêu nhỏ nội bào như các virus.